# 3D音效
3D音效也称空间音效（Spatial Sound），是一套可以操控立体声扬声器、环绕声扬声器、扬声器阵列或者耳机所产生声音的音效。这通常涉及在三维空间中虚拟放置的sound源，包括听者的后方、上方或下方。
3D音频（处理）是使用头部相关转换函数的声波空间域卷积。它通过改变声波的现象（使用头部相关传输函数或HRTF滤波器和串扰消除技术）来模仿自然声波，使其仿佛来自三维空间中的一个点。这样使用耳朵和听觉神经来欺骗大脑，使其感觉听到的声音源处在不同的3D位置，即使声音可能仅由两个扬声器生成（与环绕声不同）。

## 完成3D定位音频

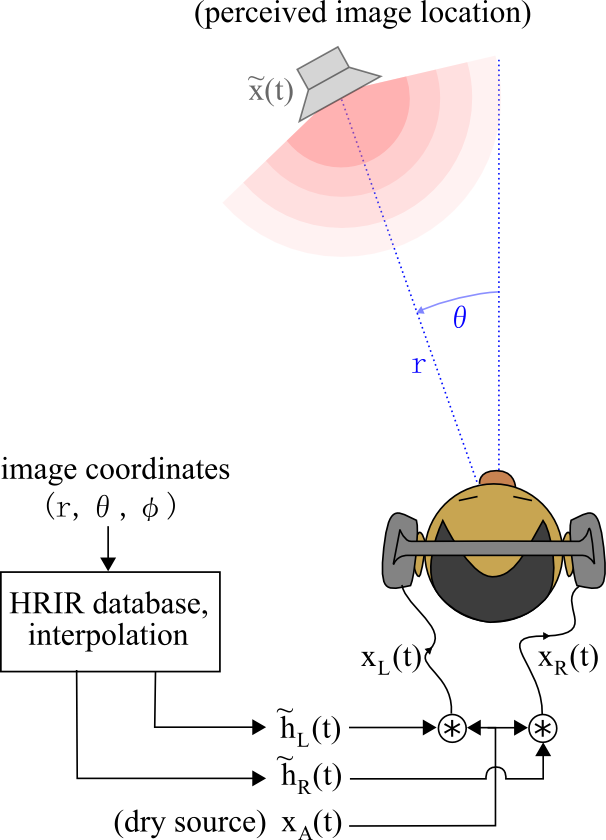

通过头部相关传输函数和混響可以模拟从声音源（包括墙壁和地板的反射）到聆听者耳朵的声音变化。
部分3D技术也将人头录音转换为立体声录音。MorrowSoundTrue3D实时将双耳、立体声、5.1等格式转换为8.1单区和多区3D音效体验。
20世纪90年代的个人电脑和游戏机中就已出现了3D定位音效。
3D音频技术也用于音乐和电子游戏风格的音乐视频艺术中。Audioscape研究项目为音乐人提供了一个实时3D视听内容创作和渲染环境，适合现场演出应用。
使用HRTF来创作3D音频的动画和系统理论网站：ISVR Virtual Acoustics（页面存档备份，存于）
通过立体混响和波场合成（WFS）原理，MorrowSound True3D和A&G 3D-EST（页面存档备份，存于）可以实现3D扬声器真实再现空间维度。

## 3D音频呈现
部分遊樂園基于3D音频原理创造了景点。一个例子是佛罗里达州的華特迪士尼世界度假區，其中的迪士尼好萊塢夢工場之Sounds Dangerous!，游客在观看由由喜剧演员德魯·凱利（Drew Carey）主演的短片时将会佩戴特殊的耳机。在影片的某个时刻，屏幕会伴随一个使游客沉浸到故事中的3D音轨而变暗。为确保聆听到正确的效果，耳机盖标有色彩以表明如何正确佩戴。其声音效果不是合成，而是采用人头录音技术。
尼克·凱夫的小说《The Death of Bunny Munro》被使用3D音频技术录制为有声读物。
英国艺术家伊莫珍·希普的歌曲《Propeller Seeds》为使用3D音频技术录制。
在DJ表演中亦有使用3D音频，包括于2016年1月23日在伦敦Ministry of Sound举行的世界上第一个杜比Atmos活动。